# Cetro de Justiça
Cetro de Justiça é o primeiro álbum ao vivo do grupo cristão Santa Geração, liderado por Antônio Cirilo, sendo o sexto álbum de toda a sua discografia. Foi gravado na Igreja Batista do Angelim em São Luís, Maranhão, tendo a participação especial de David Quinlan e Gláucia Rosane. Apesar de ser diferente do que o grupo costumava a fazer, o trabalho teve uma boa recepção do público, e a obra seguinte também foi gravada ao vivo.
Em 20 de maio 2014, a pastora Gláucia Rosane lança uma nova versão da música Cetro de Justiça, a qual faz parte do repertório do álbum Casa do Sobrenatural.

## Faixas
Todas as músicas por Antônio Cirilo
1. "Ministração espontânea" - 9:12
2. "Eu sou do meu amado" - 5:55
3. "Tu És Adorado" - 19:18
4. "Cetro de Justiça" - 15:19
5. "Jesus eu Te amo" - 15:06
6. "Prova de amor" - 5:17
7. "Canção espontânea" - 4:31

## Créditos
- Produção: Uma Semente para as Nações - Criando e Semeando Ltda
- Produção executiva: Pr. Antônio Cirilo
- Mixagem: Estúdio E-Music - Gustavo Soares
- Captação ao vivo: Nélio Barbosa
- Masterização: Brum Estúdio - Hang
- Edições: Pr.Antônio Cirilo e Gustavo Soares
- Guitarra: Tiago Morais
- Violão: Pr. Antônio Cirilo
- Teclado: Gustavo Soares
- Baixo: Anderson Feitosa
- Bateria: Joaquim Silva
- Vocais de apoio: David Quinlan e Gláucia Rosane
- Projeto gráfico e direção de arte: Marcus Castro (Imaginar)